# Buffet des anciens élèves
Buffet des anciens élèves est le premier et unique album du collectif de hip-hop L'Atelier sorti en juin 2003.

## Liste des pistes
1. Ne sois pas triste
2. Le hip hop c'est mon pote
3. Bean Bogs
4. La fête de la musique
5. All About Yves
6. Je pense cependant qu'on approche
7. Collier de nouilles
8. La ville en juin
9. Épiderme skit
10. Sans fin
11. Yaourt - placenta
12. La fille à cinq sous
13. Accapellas & cathedrals

Le disque contient aussi une piste en prégap  intitulée Inexact Order par le duo FuckALoop, ayant également produit l'album.